# Principauté de Nassau-Dillenbourg
1303–1739
Entités précédentes :
- Comté de Nassau

Entités suivantes :
- Principauté d'Orange-Nassau

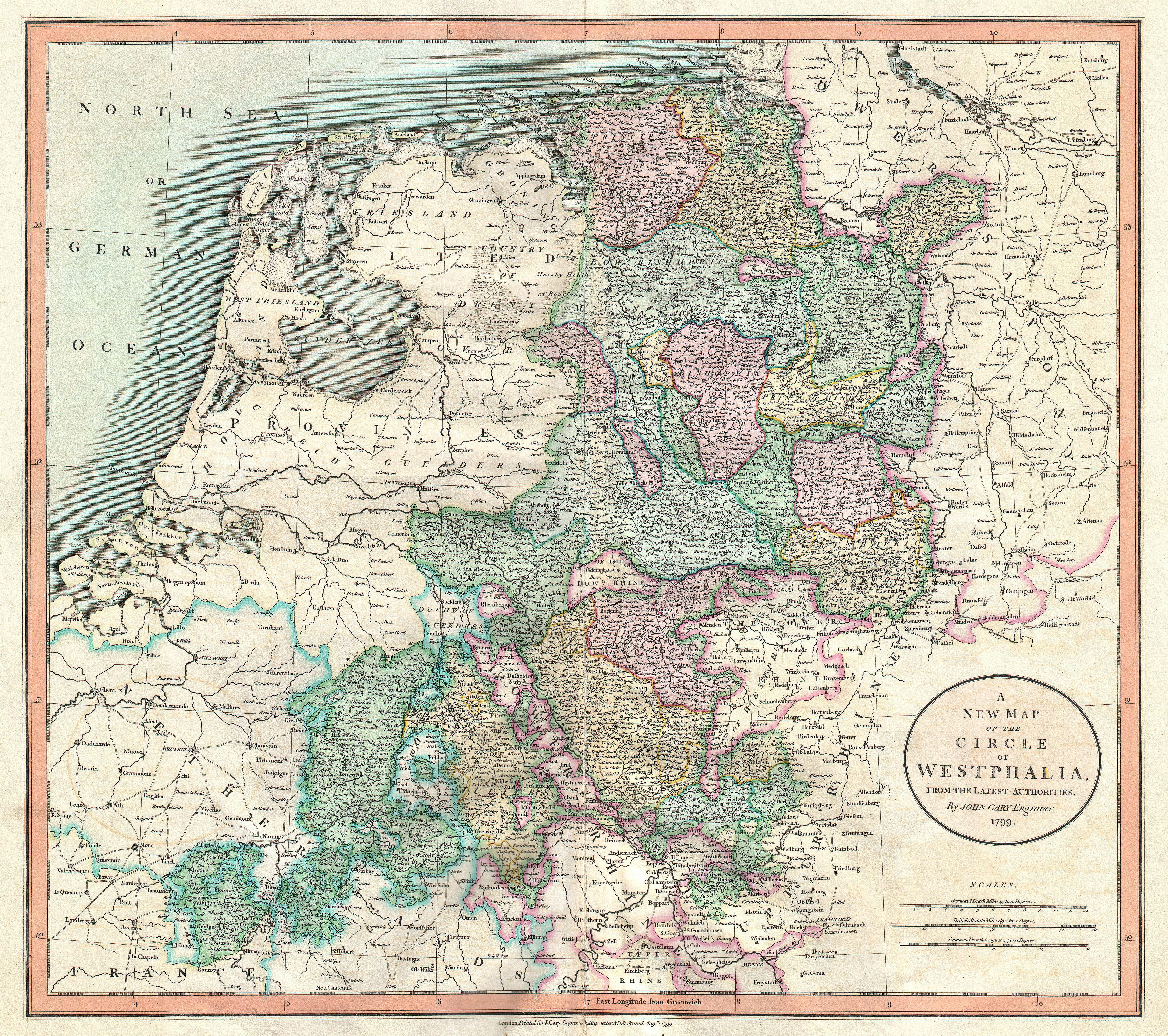
La principauté de Nassau-Dillingen (en vert) dans le cercle du Bas-Rhin-Westphalie.

Nassau-Dillenbourg est un territoire du Saint-Empire romain germanique appartenant à la maison de Nassau. L'histoire du territoire se caractérise par de nombreuses divisions et changements de propriété. Les souverains sont d'abord des comtes impériaux puis à partir de 1654, des princes impériaux. 

## Histoire
Après 1255, le comté de Nassau se scinde en une ligne dite walramienne et une ligne ottonienne. Le fondateur de la lignée ottonienne est Othon Ier. Cette région revêt une importance économique en raison de ses gisements de minerai de fer.   
En 1303, la ligne ottonienne se sépare en Nassau-Hadamar, Nassau-Siegen et Nassau-Dillenbourg. 

### Ascension à la fin du Moyen Âge
Jean, le plus jeune fils d'Othon Ier, reçoit Dillenburg, Herborn, le Herborner Mark et le Kalenberger Zent (autour de Beilstein). Il meurt à la suite de la querelle de Dernbach en 1328 lors de la bataille de Wetzlar, son frère Henri III récupère le comté de Nassau-Dillenbourg. 
En 1343, le Nassau-Beilstein se sépare du comté (ligne réunie en 1561). Sous Jean Ier, l'ascension de Nassau-Dillenbourg se poursuit. Par le mariage de son fils Adolphe avec Jutte de Dietz, le comté de Dietz est rattaché en 1386 au Nassau-Dillenbourg. Cependant, seule la moitié du comté de Dietz est récupérée et l'autre moitié revient à l'électorat de Trèves. En 1394, Nassau-Hadamar tombe également aux mains de Nassau-Dillenbourg. 
Jean Ier organise le mariage de son fils Engelbert avec Jeanne de Polanen, l'héritière de la maison Polanen, revêt une grande importance à long terme. Il ajoute en 1403/04 des biens importants sur le territoire des Pays-Bas d'aujourd'hui; ceux-ci incluent les dominions Polanen, Leck, Bréda et d'autres domaines. En 1420, le comté de Vianden est récupéré par le comté de Nassau-Dillenbourg. 
Les villes de Siegen et Dillenbourg servent de résidence.   

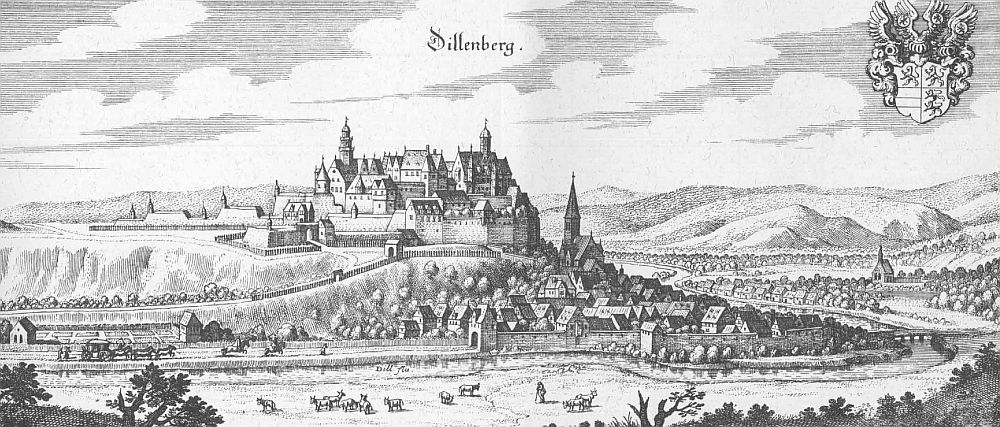
La ville et le château de Dillenbourg.

Le comté est avant le milieu du XVIe siècle divisé entre les bureaux de Siegen et de Dillenbourg. Ces bureaux sont divisés en plusieurs tribunaux, dirigés chacun par un maire nommé par le souverain. Le bureau de Dillenbourg comprenne les tribunaux de Dillenbourg, Herborn, Haiger, Ebersbach et Tringenstein. Les bureaux de Siegen comprennent la ville de Siegen, Netphen, Freudenberg, Ferndorf-Krombach et Hilchenbach. 
Depuis le milieu du XVe siècle, une administration financière indépendante est mise en place dans les deux bureaux. 
La ville de Siegen est en quelque sorte un cas particulier. Il y a un maire souverain, mais depuis le XIVe siècle, le conseil municipal a repoussé cette influence. Ceux-ci ont exercé une pression considérable sur la ville pendant la Réforme et ont forcé à se subordonner au souverain en 1537/38. 
Avant 1806, il y a les districts administratifs de Dillenbourg, Haiger, Herborn, Ebersbach, Tringenstein (le bureau de Tringenstein est administré par le bureau d'Ebersbach), Burbach et Driedorf. 

### Structure démographique et économique
La population de tout le comté est, pour le début du XVIIe siècle — ce qui inclut la croissance territoriale — estimée à pas plus de 50 000 habitants. La population est concentrée dans les bureaux de Siegen et de Dillenbourg. 
Le secteur agricole est la principale industrie. Mais l’exploitation des ressources naturelles et la production commerciale revêtent une grande importance. En particulier, l'extraction de minerai de fer et la production de fer sont très développées. Dans la ville de Siegen, ces deux activités s'implantent aux XVe et XVIe siècles, et deviennent même la principale activité commerciale. Cependant, ces activités sont localisées. Dans les zones rurales, outre la laine, la production de laine et de textile joue également un rôle. 

### Divisions et déclin
Il y a des divisions dans les siècles suivants. Le comté se concentre autour de Dillenbourg et Siegen d'un côté et les possessions dans l'actuel Luxembourg et Pays-Bas. La partie néerlandaise continue de s'accroître. 
La tentative de prise de possession du comté de Katzenelnbogen, conduit en 1500 au conflit de succession du comté, qui s’achève en 1557. À la suite du conflit, la plus grande partie du comté de Katzenelnbogen appartient à la maison de Hesse. Les comtes de Nassau-Dillenbourg n'ont reçu que quelques zones ainsi que le versement de 450 000 florins et le droit au titre de comte de Katzenelnbogen. 
Entre 1451 et 1472 et entre 1504 et 1516, les lignes des rives gauche et droite sont à nouveau réunies. À peu près à la même époque, la Réforme est introduite dans le comté, dans un premier temps luthérienne puis au XVIe siècle calviniste. 

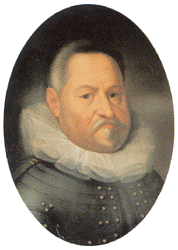
Jean VI de Nassau-Dillenbourg.

En 1561, Nassau-Beilstein revient au comté de Nassau-Dillenbourg. 
Le règne de Jean VI est marqué par le soutien à son frère lors de la guerre de Quatre-Vingts Ans, entamée en 1566, pour l'indépendance des Pays-Bas vis-à-vis de l'Espagne dotée de moyens financiers considérables. Le résultat est une dette publique élevée du comté. Jean réussi à limiter les charges associées par une bonne administration. Entre 1578 et 1580, Jean est gouverneur de la province de Gueldre. En 1579, il joue un rôle important à la formation de l'Union d'Utrecht. En 1579, il se convertit au calvinisme. 
Après la mort de Jean en 1606, le comté se divise en cinq comtés : Nassau-Dillenbourg, Nassau-Hadamar, Nassau-Beilstein, Nassau-Siegen et Nassau-Dietz . 
Le comté de Nassau-Dillenbourg (avec Dillenbourg, Haiger et Herborn) revient par héritage en 1620 au comté de Nassau-Beilstein, qui prend le nom de Nassau-Dillenbourg. 
Nassau-Dillenbourg appartient au cercle du Bas-Rhin-Westphalie. Les comtes sont élevés en 1654 au rang de prince impérial. Le territoire est au XVIIIe siècle environ de 450 km2. Il comprend les villes de Dillenbourg, Haiger, Herborn, Driedorf, Mengerskirchen, Ellar, Burbach, Tringenstein et Ebersbach. 
En 1739, Nassau-Dillenbourg revient à la principauté d'Orange-Nassau. La principauté  réunit en 1742 tous les territoires de la ligne ottonienne de la maison de Nassau.

## Liste des comtes de Nassau-Dillenbourg
- 1303-1328 : Jean
- 1328-1343 : Henri II
- 1343-1350 : Othon II
- 1350-1416 : Jean Ier
- 1416-1420 : Adolphe
- 1420-1442 : Englebert Ier
- 1442-1475 : Jean IV
- 1475-1504 : Englebert II
- 1504-1516 : Jean V
- 1516-1538 : Henri III
- 1538-1559 : Guillaume
- 1559-1606 : Jean VI
- 1606-1620 : Guillaume-Louis
- 1620-1623 : Georges V
- 1623-1654 : Louis-Henri

### Princes de Nassau-Dillenbourg
- 1654-1662 : Louis-Henri
- 1662-1701 : Henri
- 1701-1727 : Guillaume II
- 1727-1739 : Christian